# La macchia umana (film)
La macchia umana è un film del 2003, diretto da Robert Benton.
Il soggetto del film è tratto dall'omonimo romanzo di Philip Roth, e come in altri romanzi di questo scrittore è presente la figura di Nathan Zuckerman, una sorta di suo alter ego. Il film è dedicato a Jean-Yves Escoffier, il direttore della fotografia morto nell'aprile 2003.

## Trama
Coleman Silk è un professore ebreo di letteratura di un'università della Nuova Inghilterra, cacciato dopo tanti anni di onorata carriera per una falsa accusa di razzismo (ha definito "Zulu" due alunni assenteisti, ignaro del fatto che fossero di colore). Dopo la morte per infarto di sua moglie, che non ha retto allo scandalo, Coleman chiede allo scrittore Nathan Zuckerman (sconvolto dal suo secondo divorzio e che lotta contro il suo cancro alla prostata) di scrivere le sue memorie. Tra i due nasce una forte amicizia.
Nel frattempo Coleman conosce Faunia Farley, una bidella semi-analfabeta di trent'anni più giovane. Tra i due inizia una relazione prettamente fisica, ma egli rimane coinvolto anche dai suoi problemi personali, in particolare un ex marito violento, Lester Farley, veterano della guerra del Vietnam che odia a morte Faunia, accusandola di non aver fatto nulla per salvare i figli morti in un incendio; ben presto il rapporto tra Faunia e Coleman diventa sempre più stretto.
La storia procede anche con dei flashback sulla vita di Coleman, che rivelano il pesante segreto che si porta dietro dalla nascita: le sue origini afroamericane. Faunia e Coleman restano coinvolti in un incidente, la cui colpa viene fatta risalire all'ex-marito di Faunia e che costa la vita ai due amanti. Nathan Zuckerman non crede alla tesi dell'incidente e, indagando, scopre anche la verità sulle origini di Silk.

## Riconoscimenti
- 2004 - AFI Award
  - Film dell'anno
- 2004 - Black Reel Awards
  - Miglior attrice non protagonista a Anna Deavere Smith
  - Candidatura Miglior attore protagonista a Wentworth Miller
  - Candidatura Miglior performance rivelazione a Wentworth Miller
- 2004 - Canadian Network of Makeup Artists
  - Candidatura Miglior trucco a Donald Mowat
- 2004 - Hollywood Makeup Artist and Hair Stylist Guild Awards
  - Candidatura Miglior trucco a Donald Mowat, Robert McCann e Gillian Chandler
- 2003 - Washington D.C. Area Film Critics Association Awards
  - Miglior attrice non protagonista a Anna Deavere Smith